# Colo-colo (condiment)
Le colo-colo est un condiment piquant des Moluques.

## Caractéristiques
Originaire d'Amboine, le colo-colo est comparable au dabu-dabu (en) de la cuisine de Manado, car les deux utilisant le piment rouge, du piment œil d'oiseau, de l'échalote, des tomates, du sel et du sucre de palme, le tout mélangé à du jus de calamondin (connu localement sous les noms de  lemon cui ou jeruk kesturi) ou de combava, voire de citron. La seule différence est que le colo-colo utilise d'autres ingrédients tels que le lemon basil (en) (Ocimum × africanum), la noix de pili, le tahi minyak ou ampas minyak (un résidu cuisiné de l'huile de coco), ou du rarobang caramélisé (un résidu liquide de l'huile de coco). Le colo-colo est donc plus foncé et plus huileux que le dahu-dahu.
Néanmoins, aujourd'hui, en raison de la difficulté à se procurer des restes d'huile de coco, on utilise plus souvent la kecap manis (sauce de soja douce), mélangée à de l'huile, de l'huile de coco ou de la margarine, ce qui peut amener à la confondre avec la sambal.
L'archipel des Moluques étant connu pour ses produits de la mer, le colo-colo agrémente souvent les plats de poisson grillé tels que l'ikan bakar ou l'ikan goreng, à base de vivaneau, de sigan, de thon listao ainsi que les encornets ou les crevettes.